# Кхурда
Кхурда (англ. Khurda) — город в индийском штате Орисса. Административный центр округа Кхурда. Средняя высота над уровнем моря — 75 метров. По данным всеиндийской переписи 2001 года, в городе проживало 39 034 человека, из которых мужчины составляли 52 %, женщины — соответственно 48 %. Уровень грамотности взрослого населения составлял 78 % (при общеиндийском показателе 59,5 %). Уровень грамотности среди мужчин составлял 84 %, среди женщин — 72 %. 11 % населения было моложе 6 лет.